# Сервейер-5
«Сервейер-5» — пятый беспилотный космический аппарат NASA, запущенный по американской программе «Сервейер», и третий из них, совершивший мягкую посадку на Луну. «Сервейер-5» прилунился 11 сентября 1967 года в Море Спокойствия.

## Перелёт и посадка
Аппарат был запущен 8 сентября 1967 года с космодрома на базе ВВС США на мысе Канаверал. После корректирующего манёвра 9 сентября в аппарате образовалась течь гелия, предназначенного для наддува баков посадочной двигательной установки. В результате посадка производилась по скорректированной программе с включением двигателей на примерно в два раза меньшей высоте от поверхности Луны, чем планировалось — 42 км. В результате удалось совершить мягкую посадку на пределе остаточного давления гелия.
Посадка была произведена на склон кратера Моря Спокойствия в точке с координатами 2,41° с. ш., 23,18° в. д. Промах относительно запланированной точки посадки составил 29 км. Аппарат занял устойчивое положение с наклоном 20° к горизонту.

## Работа на поверхности
После успешного приземления аппарат проработал на поверхности Луны в течение двух недель. За это время на землю было передано 19 049 снимков лунной панорамы и космоса, изучены магнитные свойства лунной поверхности и проведён анализ химического состава лунного грунта с помощью альфа-анализатора, работающего по отражённому альфа-излучению. В результате было установлено, что грунт в месте приземления состоит из базальтовых пород.
Передача данных продолжалась в течение четырёх лунных дней с перерывами из-за наступления лунной ночи, во время которой системы аппарата не получали достаточно энергии для работы. Изображения передавались в первый, второй и четвёртый лунный день. Последний раз сигнал аппарата был получен 17 декабря 1967 года.